# 赤坂駅 (東京都)
赤坂駅（あかさかえき）は、東京都港区赤坂五丁目にある、東京地下鉄（東京メトロ）千代田線の駅。駅番号はC 06。TBS放送センターの最寄り駅であることから「TBS前」の副駅名がある。
千代田区（永田町）との区境付近の赤坂三丁目には赤坂見附駅があるが、開業時期は赤坂見附駅の方が早い。なお、本駅は、千代田線のみの単独駅であり、赤坂見附駅（銀座線・丸ノ内線）との乗換駅の扱いはなされていないが両駅は徒歩圏内には位置している。

## 歴史
- 1962年（昭和37年）：都市交通審議会答申第6号において、東京8号線が規定される。
- 1964年（昭和39年）12月6日：建設省告示3379号で、第6号答申の東京8号線は東京9号線として確定し、一ツ木駅（仮称）[2]の設置が正式に決定。
- 1972年（昭和47年）10月20日：赤坂駅として開業。
- 2004年（平成16年）4月1日：帝都高速度交通営団（営団地下鉄）民営化に伴い、当駅は東京地下鉄（東京メトロ）に継承される[3]。
- 2007年（平成19年）3月18日：ICカード「PASMO」の利用が可能となる[4]。
- 2018年（平成30年）10月27日：発車メロディを導入。

## 駅構造
島式ホーム1面2線を有する地下駅である。前後の乃木坂駅・国会議事堂前駅とほぼ同じくホームが大きく湾曲しているため、常時駅員が車掌に合図を出していたが、2022年2月に立会は廃止されて現在は駅員が車掌に合図を出すことはなくなった。
ホームと一ツ木通り方面改札口の間には階段、エスカレーターの他エレベーターが1基設置されているが、乃木坂方面改札口へはエレベーターは設置されていない。

### のりば
| 番線 | 路線     | 行先                     |
| ---- | -------- | ------------------------ |
| 1    | 千代田線 | 代々木上原・伊勢原方面   |
| 2    | 千代田線 | 北綾瀬・我孫子・取手方面 |

（出典：東京メトロ:構内図）

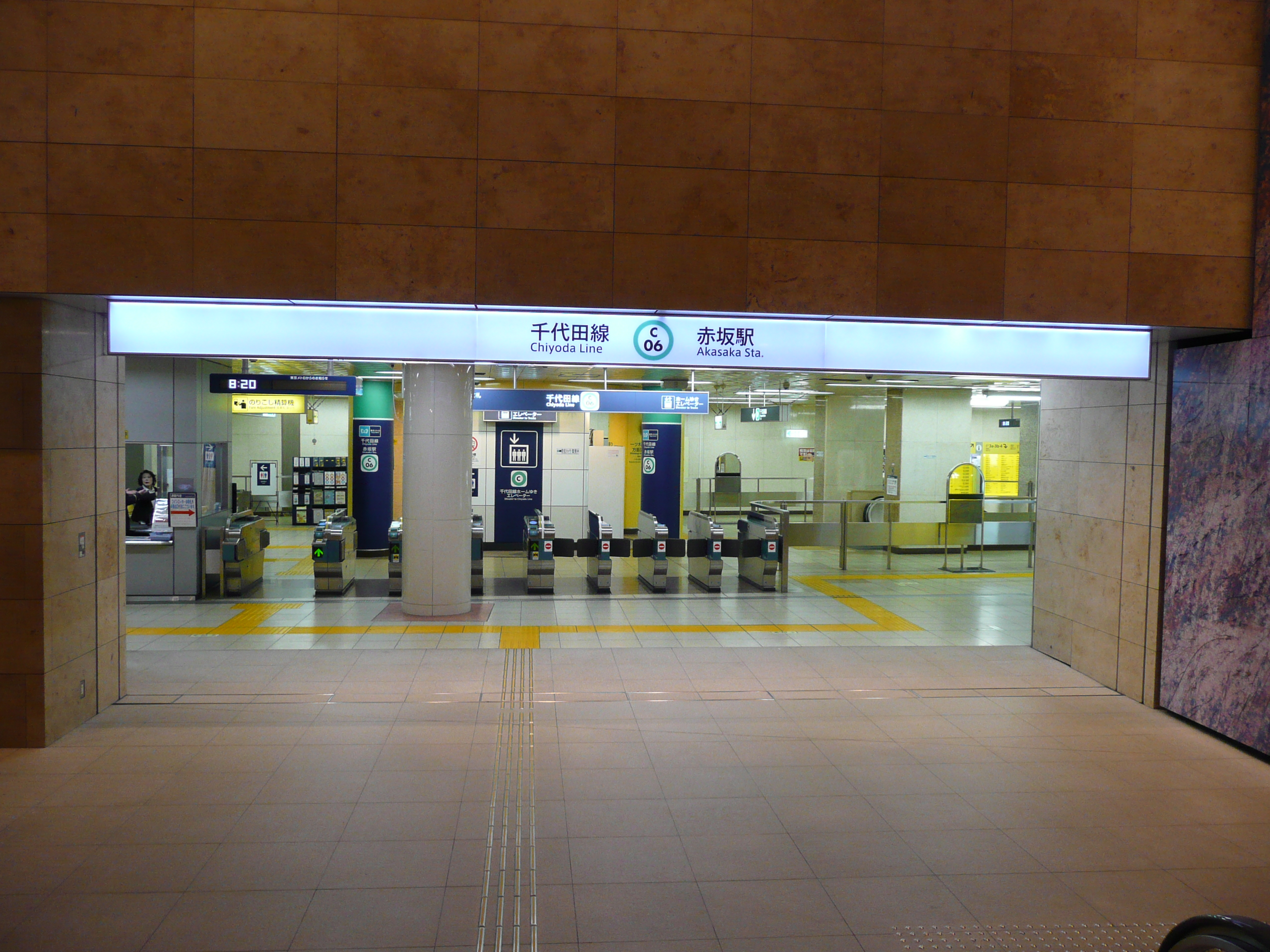
一ツ木通り方面改札口（2010年5月）
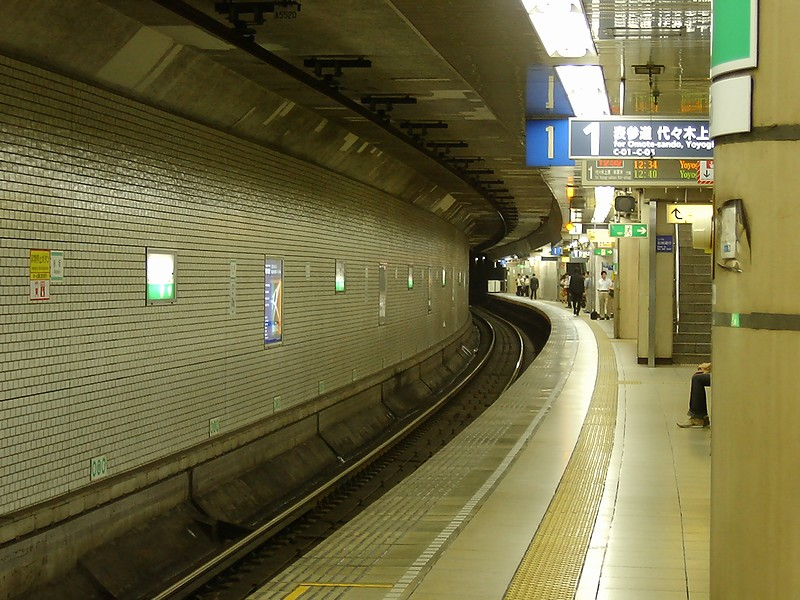
ホーム
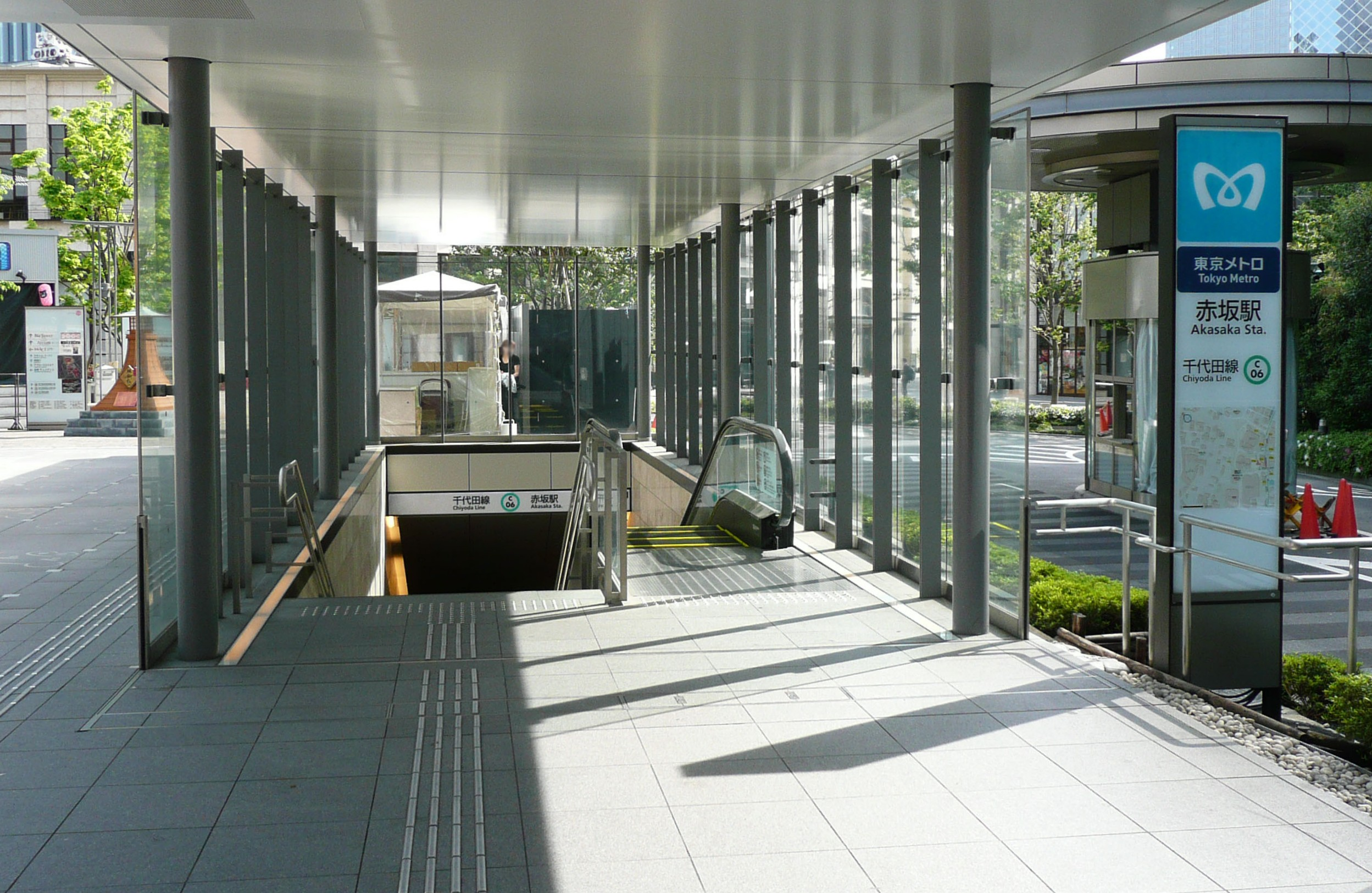
3a出入口（2010年5月）

### 発車メロディ
2018年10月27日より、スイッチ制作の発車メロディ（発車サイン音）を使用している。
曲は1番線が「ペリドット」（福嶋尚哉作曲）、2番線が「きっと、また会える」（塩塚博作曲）である。

## 利用状況
2024年度の1日平均乗降人員は77,718人であり、東京メトロ全130駅中50位。他線と接続しない千代田線の単独駅では乗降人員が最も多い。
近年の1日平均乗降・乗車人員推移は下表の通りである。
| 年度               | 1日平均 乗降人員 | 1日平均 乗車人員 | 出典     |
| ------------------ | ---------------- | ---------------- | -------- |
| 1990年（平成02年） |                  | 40,866           | [ * 1 ]  |
| 1991年（平成03年） |                  | 41,235           | [ * 2 ]  |
| 1992年（平成04年） | 82,687           | 40,082           | [ * 3 ]  |
| 1993年（平成05年） | 78,418           | 38,578           | [ * 4 ]  |
| 1994年（平成06年） | 77,871           | 38,518           | [ * 5 ]  |
| 1995年（平成07年） | 76,876           | 38,456           | [ * 6 ]  |
| 1996年（平成08年） | 77,482           | 39,408           | [ * 7 ]  |
| 1997年（平成09年） | 76,869           | 38,627           | [ * 8 ]  |
| 1998年（平成10年） | 74,356           | 37,389           | [ * 9 ]  |
| 1999年（平成11年） | 70,413           | 34,563           | [ * 10 ] |
| 2000年（平成12年） | 67,579           | 33,153           | [ * 11 ] |
| 2001年（平成13年） | 67,078           | 32,825           | [ * 12 ] |
| 2002年（平成14年） | 66,759           | 32,359           | [ * 13 ] |
| 2003年（平成15年） | 62,417           | 29,754           | [ * 14 ] |
| 2004年（平成16年） | 53,733           | 26,474           | [ * 15 ] |
| 2005年（平成17年） | 53,518           | 26,052           | [ * 16 ] |
| 2006年（平成18年） | 55,546           | 27,301           | [ * 17 ] |
| 2007年（平成19年） | 60,511           | 29,992           | [ * 18 ] |
| 2008年（平成20年） | 80,403           | 40,337           | [ * 19 ] |
| 2009年（平成21年） | 81,334           | 40,477           | [ * 20 ] |
| 2010年（平成22年） | 82,264           | 40,747           | [ * 21 ] |
| 2011年（平成23年） | 80,361           | 39,784           | [ * 22 ] |
| 2012年（平成24年） | 79,769           | 39,479           | [ * 23 ] |
| 2013年（平成25年） | 84,206           | 41,682           | [ * 24 ] |
| 2014年（平成26年） | 86,518           | 42,825           | [ * 25 ] |
| 2015年（平成27年） | 89,432           | 44,276           | [ * 26 ] |
| 2016年（平成28年） | 91,641           | 45,400           | [ * 27 ] |
| 2017年（平成29年） | 95,556           | 47,381           | [ * 28 ] |
| 2018年（平成30年） | 97,768           | 48,490           | [ * 29 ] |
| 2019年（令和元年） | 96,839           | 48,066           | [ * 30 ] |
| 2020年（令和02年） | 59,033           |                  |          |
| 2021年（令和03年） | 59,699           |                  |          |
| 2022年（令和04年） | 66,289           |                  |          |
| 2023年（令和05年） | 74,174           |                  |          |
| 2024年（令和06年） | 77,718           |                  |          |

## 駅周辺
- 港区立赤坂小学校
- 港区立赤坂中学校
- 山脇学園中学・高等学校
- 東京都立日比谷高等学校
- 氷川神社
- 駐日シリア大使館
- 日枝神社（山王日枝神社）
- 赤坂通郵便局

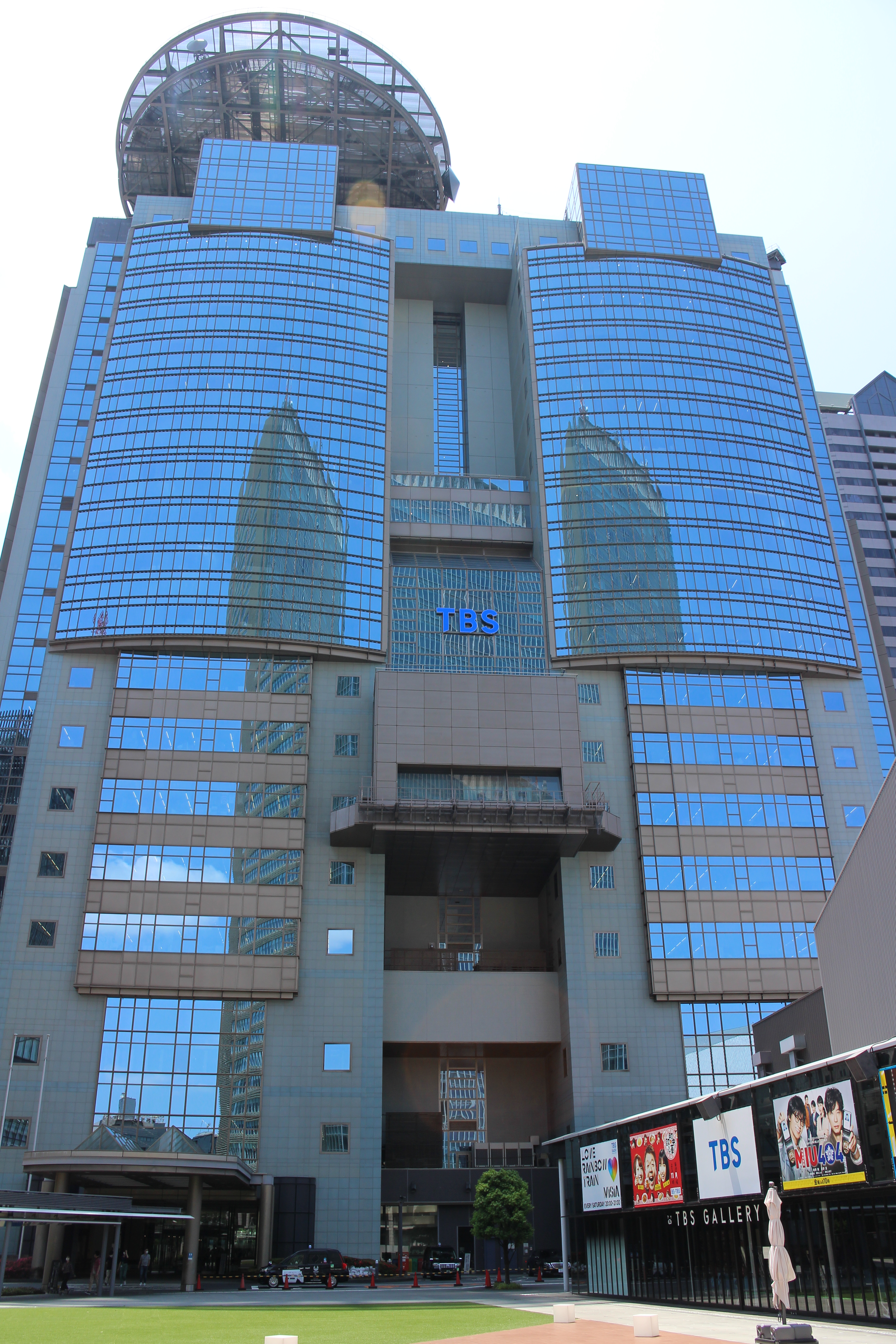
TBS放送センター

- 赤坂七郵便局（アルファベットセブンビル内・5丁目と7丁目はTBSビルのある位置で隣接している）
- 赤坂サカス
  - TBS放送センター
    - TBSホールディングス
    - TBSテレビ
    - TBSラジオ
    - BS-TBS

  - 赤坂BLITZ
  - 赤坂ACTシアター
  - 赤坂Bizタワー
    - ユニバーサルミュージック赤坂オフィス
    - 毎日放送東京支社
- アークヒルズ
  - ANAインターコンチネンタルホテル東京（旧東京全日空ホテル）
- ホテルグランドフレッサ 赤坂
- 赤坂陽光ホテル
- ホテル ザ・ビー 赤坂
- ザ・キャピトルホテル 東急
- 赤坂エクセルホテル東急・赤坂東急プラザ
- アルファベットセブンビル
  - 1990年から1992年にかけて、スクウェア（現在のスクウェア・エニックス）がこのビルに入居していた時期がある（1992年に渋谷区恵比寿へ移転）。
- 赤坂パークビル
- 国際新赤坂ビル東館・西館跡地（再開発のため建物は既に解体済み）
- 赤坂ツインタワー（再開発のため新館のみ現存）
- 衆議院新赤坂議員宿舎
- 鹿島建設本社
- サンヨー食品本店
- 赤坂通り
- 一ツ木通り
- 三分坂
- ピカソ 赤坂店
- 銀座線・丸ノ内線 赤坂見附駅
- 銀座線・南北線 溜池山王駅

## バス路線
東京都道413号赤坂杉並線上にある赤坂駅前が最寄り停留所となる。フジエクスプレスにより運行される以下の路線バスが発着する。（港区コミュニティバス・ちぃばす）
- フジエクスプレス
  - ちぃばす 赤坂ルート: 青山一丁目駅前・六本木駅前経由 六本木ヒルズ行

## 隣の駅
東京地下鉄（東京メトロ）
 千代田線

乃木坂駅 (C 05) - 赤坂駅 (C 06) - 国会議事堂前駅 (C 07)